# Lubotyń Stary (gromada)
Lubotyń Stary (pod koniec Stary Lubotyń) – dawna gromada, czyli najmniejsza jednostka podziału terytorialnego Polskiej Rzeczypospolitej Ludowej w latach 1954–1972.
Gromady, z gromadzkimi radami narodowymi (GRN) jako organami władzy najniższego stopnia na wsi, funkcjonowały od reformy reorganizującej administrację wiejską przeprowadzonej jesienią 1954 do momentu ich zniesienia z dniem 1 stycznia 1973, tym samym wypierając organizację gminną w latach 1954–1972.
Gromadę Lubotyń Stary z siedzibą GRN w Lubotyniu Starym utworzono – jako jedną z 8759 gromad na obszarze Polski – w powiecie łomżyńskim w woj. białostockim, na mocy uchwały nr 18/V WRN w Białymstoku z dnia 4 października 1954. W skład jednostki weszły obszary dotychczasowych gromad Lubotyń Stary, Lubotyń Morgi, Chmielewo, Świerże, Klimonty, Lubotyń Włóki, Lubotyń Kolonie i Turobin Brzozowa ze zniesionej gminy Lubotyń w tymże powiecie. Dla gromady ustalono 12 członków gromadzkiej rady narodowej.
13 listopada 1954 roku gromada weszła w skład nowo utworzonego powiatu zambrowskiego w tymże województwie.
1 stycznia 1957 roku gromadę włączono do powiatu ostrowskiego w woj. warszawskim.
1 stycznia 1958 do gromady Lubotyń Stary przyłączono obszar zniesionej gromady Turobin Stary w tymże powiecie i województwie (włączonej tamże tego samego dnia z powiatu zambrowskiego w woj. białostockim).
31 grudnia 1959 do gromady Lubotyń Stary przyłączono obszary zniesionych gromad Gniazdowo i Podbiele (bez wsi Stryjki-Zaręby) w tymże powiecie i województwie.
W latach 1970. jednostka funkcjonowała pod nazwą gromada Stary Lubotyń.
Gromada przetrwała do końca 1972 roku, czyli do kolejnej reformy gminnej. 1 stycznia 1973 – tym razem w powiecie ostrowskim w woj. warszawskim – reaktywowano gminę Stary Lubotyń (do 1954 pod nazwą gmina Lubotyń).